# اعتلال تاو
 اعتلال الطوباوية هو أحد الأمراض التنكسية العصبية التي تتميز بتراكم بروتين تاو في التشابك العصبي في الدماغ البشرية. ينتج هذا التشابك من فرط فسفرة بروتين الأنابيب الدقيقة المعروفة باسم تاو، مما يتسبب في انفصال البروتين عن الأنابيب الدقيقة وتشكيل تجمعات غير قابلة للذوبان. (تسمى هذه التجمعات أيضًا خيوط حلزونية مزدوجة). آلية تكوين التشابك غير مفهومة جيدًا حتى الآن، وما إذا كانت التشابك سببًا رئيسيًا لمرض الزهايمر أو تلعب دورًا هامًا غير معروف.

## الكشف والتصوير
بعد الوفاة
تشابك Tau تشابك مجهريًا في عينات الدماغ الملطخة.
قبل الوفاة
في المرضى الأحياء، يمكن تصوير مواقع متشابكة باستخدام مسح PET باستخدام عامل انبعاث لاسلكي مناسب.

## مرض الزهايمر

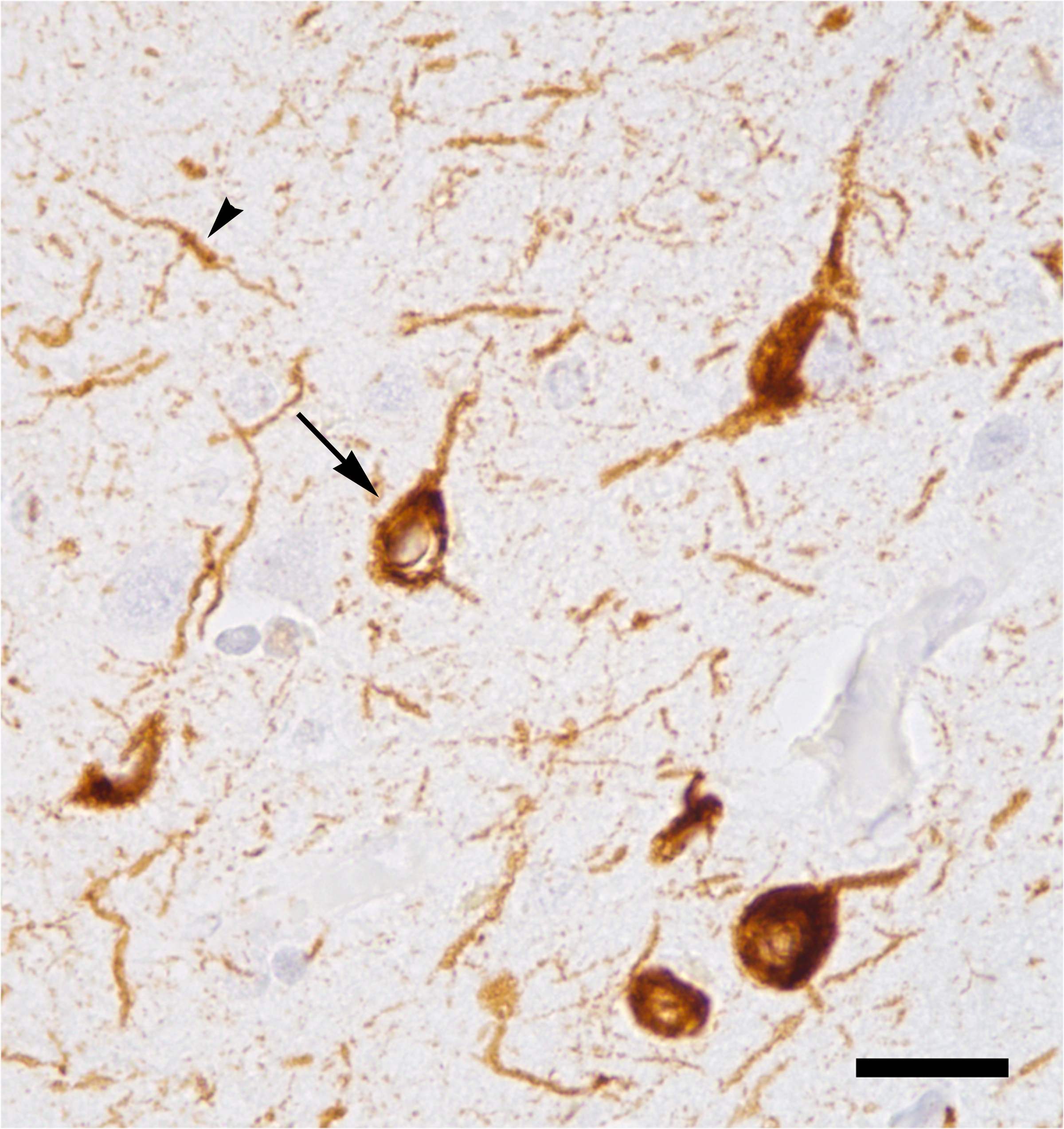
تراكم غير طبيعي لبروتين تاو في أجسام الخلايا العصبية (السهم) والامتدادات العصبية (رأس السهم) في القشرة المخية الحديثة لمريض مات بمرض الزهايمر. الشريط = 25 ميكرون (0.025 مليمتر).

تم وصف التشابك الليفي العصبي لأول مرة من قبل ألويس الزهايمر في أحد مرضاه الذين يعانون من مرض الزهايمر (م). يُعتبر التشابك اعتلالًا ثانويًا. يُصنف AD أيضًا على أنها داء النشواني بسبب وجود لويحات الشيخوخة.
عندما يصبح تاو مفرط الفسفرة، ينفصل البروتين عن الأنابيب الدقيقة في المحاور. بعد ذلك، يشتت تاو ويبدأ البروتين في التجمع، مما يشكل في النهاية التشابك الليفي العصبي الذي يشاهده مرضى الزهايمر.  تزعزع الأنابيب الدقيقة أيضًا عندما ينفصل تاو. يؤدي الجمع بين التشابك الليفي العصبي والأنابيب الدقيقة غير المستقرة إلى اضطراب في العمليات مثل النقل المحوري والاتصال العصبي.
يتم تحديد درجة مشاركة NFT في م من خلال مراحل براك. يتم استخدام مرحلتي براك الأولى والثانية عندما يقتصر تدخل NFT بشكل أساسي على المنطقة العابرة للقولون في الدماغ، والمرحلتين الثالثة والرابعة عندما يكون هناك أيضًا مشاركة في المناطق الحوفية مثل الحُصين، والخامس والسادس عندما يكون هناك تدخل واسع النطاق في القشرة المخية. لا ينبغي الخلط بين هذا ودرجة مشاركة لوحة الشيخوخة، والتي تتقدم بشكل مختلف.

## أمراض أخرى
- اعتلال الطوباوية المرتبط بالعمر الأساسي (PART) / الخرف الليفي السائد في الخرفات السائدة في الشيخوخة، مع NFTs مشابهة لمرض الزهايمر، ولكن بدون لويحات. [3] [7] [8]
- اعتلال دماغي مزمن (CTE) [9] [10]
- الشلل التقدمي فوق النووي (PSP) [11]
- الضمور القشري (CBD)
- الخرف الجبهي الصدغي والباركنسونية المرتبطة بالكروموسوم 17 (FTDP-17) [12]
- مرض ليتيك بوديج (مجمع باركنسون - الخرف في غوام) [13]
- ورم أرومي دبقي وورم أرومي دبقي [14]
- داء الأوعية الدموية السحائي [15]
- باركنسونية ما بعد الدماغ
- التهاب الدماغ الشامل المصلب دون الحاد (SSPE) [16]
- بالإضافة إلى اعتلال دماغي بالرصاص، والتصلب الدرني، والتنكس العصبي المرتبط بالكينوزات، والعضلات الدهنية [17]

في كل من مرض بيك والانحلال القشري، يتم ترسب بروتينات تاو كجسم متضمن داخل الخلايا العصبية المتورمة أو «المنتفخة».  
يتميّز مرض الحبوب المقهقر (AGD)، وهو نوع آخر من الخرف،    بوفرة من الحبوب المحبة للأرجام والأجسام الملتفة عند الفحص المجهري لأنسجة المخ. يعتبره البعض نوعًا من مرض الزهايمر. قد تتعايش مع أمراض أخرى مثل الشلل التدريجي فوق النووي والنكس القشري،  وكذلك مرض بيك.
غالبًا ما تتداخل اعتلالات Tauopathies مع اعتلال synucleinopathies ، ربما بسبب التفاعل بين synuclein وبروتينات tau.
في بعض الأحيان يتم تجميع اعتلال الأعصاب غير المصاب بمرض الزهايمر معًا على أنه «معقد بيك» بسبب ارتباطه بالخرف الجبهي الصدغي، أو تنكس الفص الجبهي الجبهي.